# Žabia Javorová dolina
Žabia Javorová dolina nebo Žabia dolina javorová ( polsky Dolina Żabia Jaworowa německy Froschseetal maďarsky Békástó völgye je nevelké 0,5 km dlouhé, shora poslední západní boční údolí Javorové doliny ve Vysokých Tatrách. Nachází se pod Žabou priehybou a mezi vedlejšími severozápadního rameny jihovýchodního a severozápadního vrcholu Žabieho vrchu. Dolina spadá 180 m vysokým prahem do Javorové doliny. V údolí je Malé Žabie Javorové pleso, z něhož vytéká Žabí potok, který spadá 180 metrů vysokým prahem na dno Javorové doliny, kde se ve výšce 1705 m n. m. spojuje s Javorinkou. Část jeho horního toku teče pod zemí. 

## Název
Je odvozen od pověsti, kterou si, pravděpodobně v 18. století, povídali zlatokopové. Byla o ropuchách se zlatými korunkami a kachnách se zlatými chocholkami, které svými zázračnými schopnostmi dávaly naději, že se jednou dopátrají pohádkových zlatých pokladů. 

## Turistika
Blízko doliny vede turistický chodník po zelené značce na Sedielko a dále do Malé Studené doliny. Dolina není přístupná pro turisty. Je chráněnou přírodní rezervací TANAPu .